# Färöer im Zweiten Weltkrieg

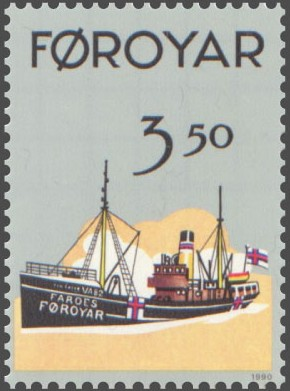
Der färöische Trawler Nýggjaberg wurde am 28. März 1942 von einem deutschen U-Boot versenkt. 21 Seeleute fanden den Tod. Wie alle färöischen Schiffe war die Nýggjaberg mit Merkið, der Flagge der Färöer gekennzeichnet. (Färöische Briefmarkenausgabe von 1990, Künstler: Bárður Jákupsson).

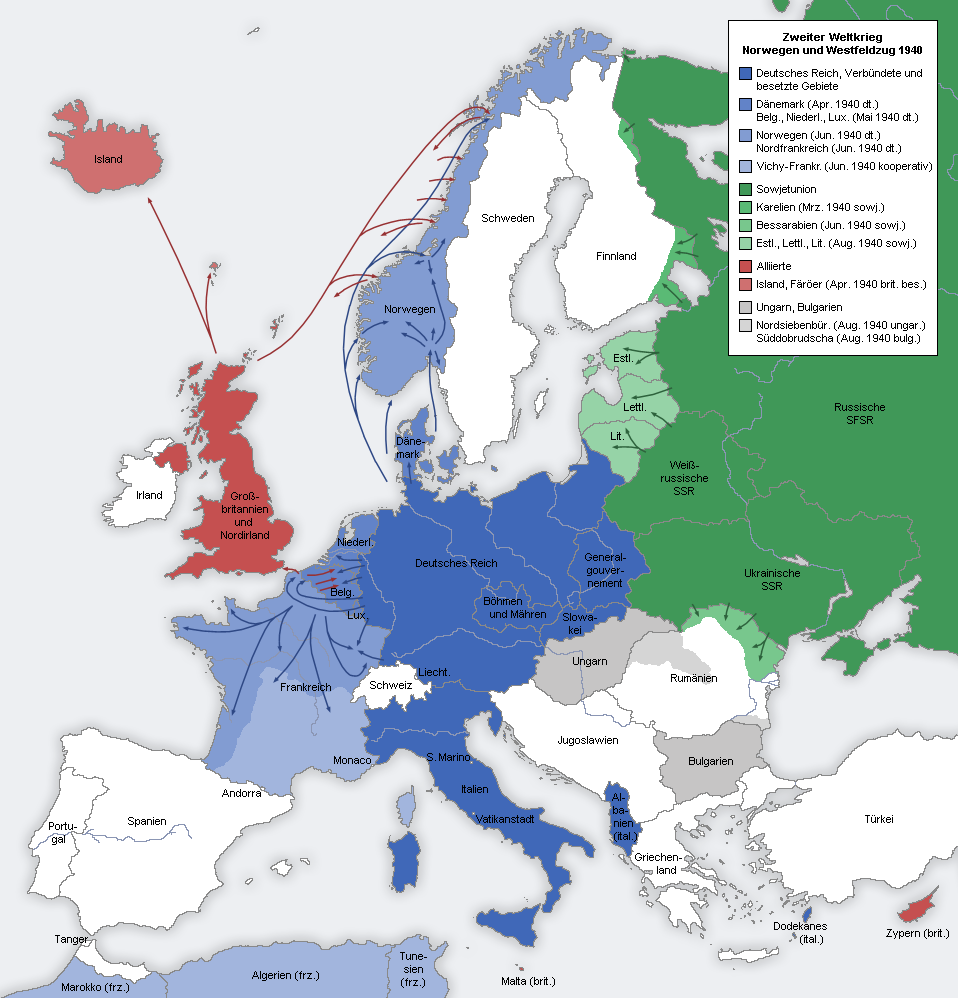
Nördlich von Schottland und auf halbem Weg nach Island: die strategische Lage der Färöer 1940

Die dänische nordatlantische Inselgruppe Färöer wurde im Zweiten Weltkrieg am 11. April 1940 im Rahmen der sogenannten Operation Valentine von Großbritannien besetzt, nachdem am 9. April Dänemark von den Deutschen überfallen und besetzt worden war.
Dies führte zu einer kompletten Isolation des damaligen dänischen Amtsbezirks vom Mutterland und letztlich der Autonomie der Färöer im Jahr 1948. Während die Färöer unter britischer Besetzung ein enormes Wirtschaftswachstum durch die Fischerei erlebten, zahlten ihre Seeleute hierfür einen hohen Preis. 150 Färinger, etwa 0,5 % der Bevölkerung, blieben auf See.
Zeitweilig waren bis zu 8000 britische Soldaten auf den Färöern stationiert, die damals etwa 30.000 Einwohner hatten.
Übersichtsartikel: Geschichte der Färöer

## Strategische Lage der Färöer
Während im Ersten Weltkrieg die britische Seeblockade gegen Deutschland zwischen den Orkney, Shetlandinseln und Bergen im neutralen Norwegen errichtet wurde, war die strategische Situation im Nordatlantik während des Zweiten Weltkriegs nach der sogenannten Operation Weserübung – der deutschen Besetzung Dänemarks und Norwegens am 9. April 1940 – komplizierter.
Großbritannien musste nun seine Blockade zwischen Shetland, den Färöern und Island aufbauen, während Deutschland die lange norwegische Küste als Operationsbasis hatte. Nach der Besetzung Dänemarks und Norwegens war aus britischer Sicht Eile geboten, um diesen strategischen Posten nicht zu verlieren.
Auch die strategische Bedeutung der Färöer im Kalten Krieg (und bis heute) bestimmt die politischen Geschicke des Landes immer wieder mit.

## Kriegsausbruch

### Vorbereitungen
Bereits nach dem Kriegsbeginn in Europa 1939 bereitete man sich auf den Färöern auf mögliche Konsequenzen bezüglich der Versorgungssituation vor. Es wurde ein Kontrollrat geschaffen, der sicherstellen sollte, dass lebenswichtige Güter wie Salz (davon hing die Fischereiindustrie ab) und Brennstoffe ebenso in ausreichender Menge vorhanden waren wie Kleidung und Nahrungsmittel.
Seit Anfang 1940 wurden dänische Schiffe Opfer des deutschen U-Boot-Krieges, und so verschlechterte sich die Verbindung der Färöer mit Dänemark zusehends. Im Februar kam die letzte Post aus Dänemark an. Erst nach dem Kriegsende wurde die Verbindung wiederhergestellt.
Am 11. März 1940 forderte der Kontrollrat alle Färinger auf, äußerste Sparsamkeit zu üben und verstärkt Kartoffeln und Gemüse für den Eigenbedarf der Inseln anzubauen. Gleichzeitig wurde Kohle als Importware rationiert (später auch die einheimische Kohle aus Hvalba) und an die Einwohner appelliert, die schon fast vergessen geglaubte Tradition des Torfstechens wieder aufleben zu lassen. Grundbesitzer waren überdies gehalten, landlosen Fischern Parzellen zur Verfügung zu stellen, wo sie selbst Kartoffeln anbauen konnten.
Die Flottenaktivitäten im Nordatlantik wurden Ende März, Anfang April immer intensiver, sodass man sich unmittelbar auf das Schlimmste vorbereitete.

### Chronologie der Ereignisse

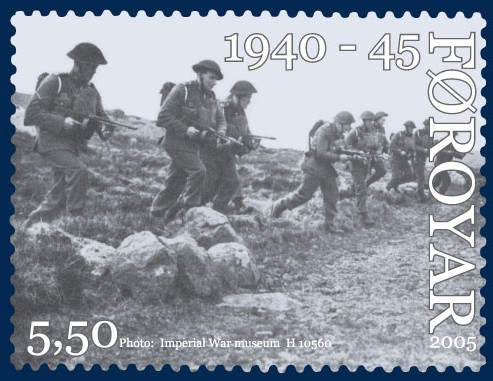
Truppenübung auf den Färöern. Gedenkbriefmarke von 2005.

Dienstag, 9. April 1940. In den frühen Morgenstunden bricht die Telegrafenverbindung der Färöer mit Dänemark zusammen. Das Dänische Radio berichtet am Vormittag vom Einmarsch der deutschen Wehrmacht, dem zwecklosen Widerstand sowie der Kapitulation des Königs und der Regierung.
Etwa 3000 Färinger befinden sich zu diesem Zeitpunkt in Dänemark. Sie werden ihre Heimat erst 1945 wiedersehen. Auf den Färöern selber ist vom Krieg noch nichts zu spüren.
Zufälligerweise tagt gerade das am 30. Januar neu gewählte Løgting. Der dänische Amtsmann (Gouverneur) Carl Aage Hilbert berät sich umgehend mit den Volksvertretern über die neu entstandene Situation.
Derweil sticht die Schaluppe Eysturoy unter Kapitän Hans Mikkelsen von Klaksvík aus in See, um eine Ladung gefrorenen Fisch nach Aberdeen zu bringen.
Mittwoch, 10. April. Am Morgen wendet sich Hilbert über Radio Tórshavn an das färöische Volk. Er sagt, dass die dänische Kapitulation keine Kapitulation der Färöer sei, und dass er zusammen mit dem Løgting die Regierung des Landes in der Hand behält. Der Løgtingspräsident Kristian Djurhuus wendet sich danach an die Zuhörer. Er verspricht, dass das Løgting alles unternehmen wird, damit die Fischerei fortgesetzt werden kann.
Hilbert verbietet gleichzeitig allen dänischen Schiffen das Verlassen der Färöer ohne seine Erlaubnis. Ihre Ladungen werden zur Selbstversorgung der Inseln beschlagnahmt, allerdings ist die Ausbeute geringer als erhofft.
Am Nachmittag versucht die Volkspartei (Fólkaflokkurin) einen Staatsstreich: Die Autorität Hilberts für die Färöer wird von ihr einseitig für beendet erklärt und das Løgting als alleinige Instanz des Landes proklamiert. Es wird ein Ultimatum bis 18 Uhr gestellt, ab dem die Unabhängigkeitserklärung der Färöer zur Kenntnis genommen werden muss. Der Staatsstreich scheitert an der Ablehnung aller anderen Parteien, welche die Mehrheit im Løgting bilden.

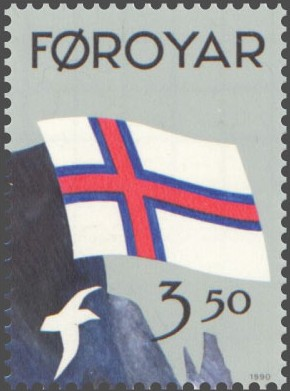
Am 10. April 1940 wird die Flagge der Färöer das erste Mal auf See verwendet. Am 25. April erfolgt die offizielle Anerkennung. Briefmarke von 1990 zum 50. Flaggtag.

Inzwischen kommt die Schaluppe Eysturoy in britische Gewässer und wird bei den Orkney von einem Kriegsschiff der Royal Navy aufgebracht. Der Skipper Hans Mikkelsen wird aufgefordert, den Dannebrog zu streichen. Problematisch ist, dass die britische Marine den Auftrag hat, die Schiffe aus dem besetzten Dänemark abzufangen, man aber keine Probleme mit den Faröern haben will. Er wird von den Briten gefragt, ob er nicht eine andere Flagge habe. Das lässt er sich nicht zweimal sagen, setzt die – bis dahin aus Sicht Dänemarks illegale – Flagge der Färöer und darf die Fahrt nach Aberdeen fortsetzen. Dort im Hafen befinden sich viele Boote von den Färöern. Als Eysturoy mit der färöischen Flagge in Sichtweite kommt, wird auf allen Booten der Dannebrog eingeholt und Merkið gehisst. Der kriegsbedingt erzwungene Schriftzug DANMARK an den Bordwänden wird auf allen Booten durch FAROES – FØROYAR ersetzt.
Donnerstag, 11. April. Der britische Premier- und Marineminister Winston Churchill erklärt im Unterhaus (und über BBC):

„Wir sind […] in diesem Augenblick dabei, die Färöer zu besetzen, die zu Dänemark gehören und die größte strategische Bedeutung haben. Das färöische Volk signalisierte uns, dass wir mit Wärme willkommen geheißen werden. Wir wollen die Färöer vor den Kriegsgreueln beschützen und uns dort solange mit angemessenen See- und Luftstreitkräften aufhalten, bis die Inseln der dänischen Krone und dem dänischen Volk zurückgegeben werden können – nachdem es von der Knechtschaft befreit ist, der es durch den deutschen Überfall ausgesetzt ist.“

Am gleichen Tag taucht ein Aufklärungsflugzeug der Royal Air Force über Tórshavn auf.
Freitag, 12. April. Gegen Mittag ankern die britischen Zerstörer Havant und Hesperus vor Tórshavn. Die beiden Kommandanten suchen den Amtsmann Hilbert auf, der sie im Beisein von Kristian Djurhuus empfängt. Die Briten fordern die Färinger dazu auf, Vorbereitungen für die Landung der Marineinfanterie in Tórshavn und Skálafjørður zu treffen. Angesichts der Lage erklärt Hilbert, dass es keine andere Alternative gäbe.
Samstag, 13. April. Das Løgting protestiert formal beim britischen Konsul in Tórshavn gegen die Besetzung der Färöer. Dieser Protest wird von allen Seiten als rein formal angesehen, denn die Bevölkerung ist übereinstimmend erleichtert, dass es die Briten und nicht die Deutschen sind, die ihr Land besetzen.
Über die Telegrafie und das Radio wird die Zensur verhängt und der überseeische Postdienst ausgesetzt. Für Tórshavn wird Verdunklung angeordnet.
Am Nachmittag landen die ersten 200 Royal Marines mit zwei bewaffneten Trawlern in Begleitung des Kreuzers Suffolk.

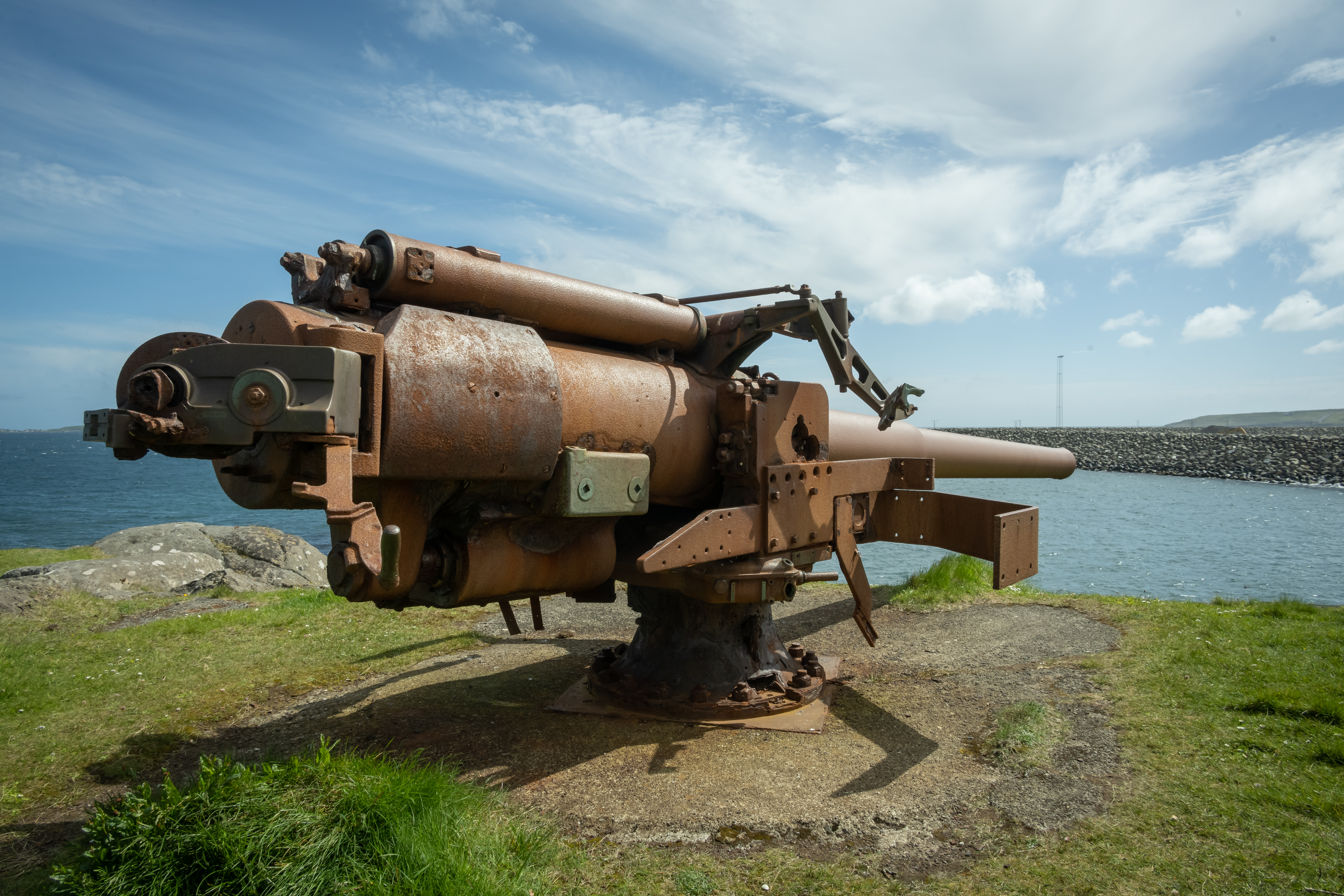
Britische Schiffskanone auf Skansin

Sonntag, 14. April. Die Marines werden nach Skálafjørður verlegt, wo die Briten einen Marinestützpunkt errichten. Das Hauptquartier wird in der alten Tórshavner Festung Skansin angelegt. Die großen Schiffskanonen dort zeugen heute noch von dieser Zeit.
Sonntag, 21. April. Die ersten Fischerboote mit der Flagge der Färöer kommen zurück aus Aberdeen. Amtsmann Hilbert versucht, diese „Aufrührerflagge“ durch eine grüne Signalflagge ersetzen zu lassen. Das führt umgehend zu heftigen Demonstrationen in Tórshavn. Hilbert beugt sich dem Volkswillen.
Montag, 22. April. Alle färöischen Leuchttürme werden abgeschaltet und in den Folgejahren nur noch auf Anweisung der Alliierten zeitweise in Betrieb genommen, um Schiffsverbänden den Weg zu weisen.
Donnerstag, 25. April. Über BBC gibt die Royal Navy bekannt, dass die Flagge der Färöer für den Rest des Krieges auf färöischen Schiffen geführt werden soll.
Samstag, 27. April. Hilbert unterschreibt eine Anordnung, dass die färöische Flagge zur See geführt werden soll, an Land aber weiterhin der Dannebrog verwendet wird.
Die britische Anordnung bezüglich der Flagge soll die einzige Einmischung in die inneren Angelegenheiten der Färöer bleiben. Der 25. April wird seitdem als arbeitsfreier Feiertag (Flaggtag der Färöer) begangen. Es gibt keine Hinweise dafür, dass der britischen Seite bewusst war, welche innenpolitischen Auseinandersetzungen der Vergangenheit sie damit beendeten.
25. Mai. Die Marines werden durch 500 Lovat Scouts aus Schottland abgelöst, die mit dem Transportschiff Ulster Prince landen. Dieses Regiment verbleibt bis zum 10. Juni 1942. Sie wurden unter anderem von den ebenfalls schottischen Cameronians abgelöst, die bis 1943 blieben.

## Kriegsgeschehen

### Britische Aktivitäten auf den Färöern

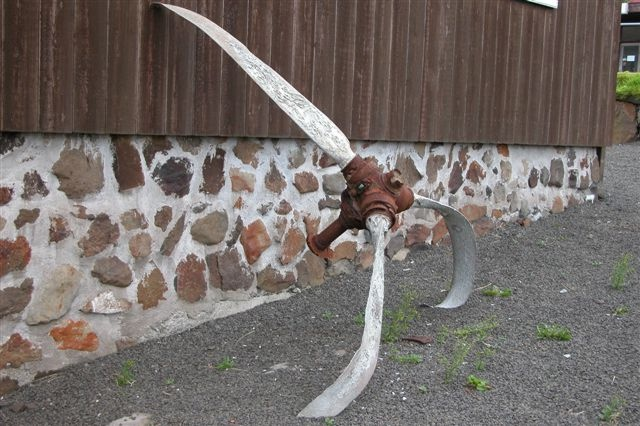
Am 9. November 1942 stürzte eine britische Maschine vom Typ Armstrong Whitworth Whitley zwischen Tvøroyri und Hvalba ab. Fünf der sechs Besatzungsmitglieder fanden den Tod. Dieser Propeller befindet sich im Lokalmuseum von Tvøroyri.

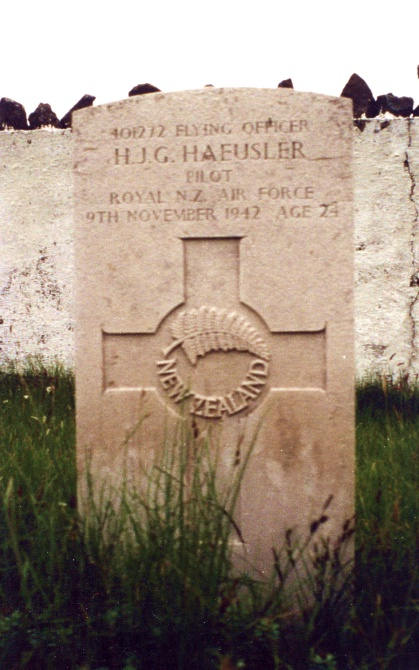
Dieser Grabstein auf Vágar erinnert an den neuseeländischen Piloten H. J. G. Haeusler, der auf den Färöern im Alter von 24 Jahren nach dem Flugunfall vom 9. November 1942 am nächsten Tag seinen schweren Verletzungen erlag.

Die Präsenz der alliierten Streitkräfte auf den Färöern verfolgte zwei strategische Ziele.
1. Die Seeblockade im Nordatlantik
2. Kampf gegen die deutsche U-Boot-Waffe

Entsprechend maritim waren die von den Färöern ausgehenden Aktionen.
Die britische Royal Air Force leistete mit dem Bau des Flughafens Vágar einen wichtigen Beitrag zur Entwicklung der Infrastruktur des Landes, der heute noch als einziger Flughafen dient (siehe dort). Bevor der Flughafen fertiggestellt wurde, diente der benachbarte große See Sørvágsvatn als Wasserflugplatz mit einem Anleger bei Vatnsoyrar, wo gleichzeitig die meisten Briten stationiert waren. Vágar war damit auch die am stärksten befestigte Insel der Färöer. Die Einwohner bekamen spezielle Identitätskarten, und wer Vágar besuchen wollte, brauchte hierfür einen besonderen Sicherheitspass. Verfallene Betonbunker erinnern ebenso an diese Zeit wie der britische Soldatenfriedhof in der Nähe des Flughafens.
Zwischen 1942 und 1944 befand sich die größte Truppenkonzentration auf den Färöern, zeitweilig bis zu 8000 Mann. Dies führte zu erstaunlich wenigen Zwischenfällen mit den etwa 30.000 Einheimischen. Einige vereinzelte Übergriffe aufgrund von Trunkenheit oder ähnlichem wurden gemeinsam und einvernehmlich von der Royal Military Police und der provisorischen Regierung der Färöer verfolgt.

### Verluste und Schäden an Land

#### Luftangriffe
Die Angriffe gegen die Färöer selber blieben relativ begrenzt. Die deutsche Luftwaffe flog den verheerendsten Angriff am 21. Februar 1941, bei dem der britische bewaffnete Trawler Lincoln City von zwei deutschen Bombern im Hafen von Tórshavn versenkt wurde. Hierbei kamen acht britische Marineangehörige ums Leben. Das Schiff sank innerhalb kürzester Zeit. Sofort nach der ersten Detonation eilten alle verfügbaren färöischen Boote zur Stelle, um noch während des Beschusses die restliche Besatzung zu retten. Eines der beiden Flugzeuge wurde kurz darauf von der Flugabwehrbatterie in Skálafjørður abgeschossen.
Es gab noch andere Luftangriffe gegen die Färöer, doch dabei blieb es immer beim Sachschaden, wenn auch für färöische Maßstäbe erheblich, wie zum Beispiel bei der Zerstörung des Leuchtturms Borðan im Jahr 1941.

#### Treibende Minen
Eine ganz andere Gefahr drohte durch im Meer treibende Minen und andere Sprengladungen, die an die färöische Küste gespült wurden und dort gelegentlich explodierten. Dabei wurden im Verlaufe des Krieges etwa 200 bis 300 Häuser beschädigt. 1941 kam es zu zwei schweren Unfällen beim Hantieren mit solchen Minen, wobei insgesamt fünf damit unerfahrene Färinger getötet wurden.
Als Konsequenz wurden Warnschilder aufgestellt und an die besten Schützen der Dörfer Gewehre verteilt, mit denen sie die Minen vernichten konnten, bevor sie das Ufer erreichten. Auf diese Art wurden etwa 850 Minen unschädlich gemacht.

### Fischerei und Verluste zur See
| Jahr | Dänische Kronen |
| ---- | --------------- |
| 1940 | 13.207.000      |
| 1941 | 38.367.000      |
| 1942 | 44.123.000      |
| 1943 | 41.123.000      |
| 1944 | 49.294.000      |
| 1945 | 30.174.000      |

Während es an Land vergleichsweise friedlich blieb, waren die färöischen Fischer einer besonderen Gefahr ausgesetzt. Wie gewohnt befischten die Färinger zunächst noch mit ihren Schaluppen, Schonern und Trawlern die Gewässer im Norden rund um Island und Grönland, um den Fang dann entweder als Salzfisch oder Klippfisch zu exportieren.
Kriegsbedingt war Norwegen als damals größte Fischereination Europas ganz vom britischen Markt abgeschnitten. So wurden die Färöer, Island, Irland und Großbritannien die einzigen Staaten auf dem britischen Fischmarkt. Die britische Fischereiflotte musste fast alle Trawler an die Royal Navy abtreten, womit eine starke Konkurrenz im Nordatlantik ausgeschaltet war.
Aus färöischer Sicht war der Absatzmarkt in Großbritannien nunmehr der einzige, und dort war die Nachfrage nach ungesalzenem Fisch ein Grund, die färöische Fischereiindustrie umzustellen. Hinzu kam, dass die Isländer sich weigerten, ohne Fliegerunterstützung Fisch nach Großbritannien zu fahren. Diese Aufgabe übernahmen dann die färöischen Schaluppen und Schoner. Der färöische Fischereistützpunkt Færingehavn in Westgrönland wurde dann für die Dauer des Krieges aufgegeben.
Dieses Geschäft lohnte sich außerordentlich. Etwa 20 % des britischen Fischverbrauchs wurde von den Färöern geliefert.
Der Kurs der Dänischen Krone gegenüber dem Pfund Sterling wurde während des Krieges auf 22,40 zu 1 festgelegt. Hatten die Färöer im Januar 1941 248.000 Pfund Guthaben bei britischen Banken, so waren es im Juli 1945 2.792.000 Pfund.

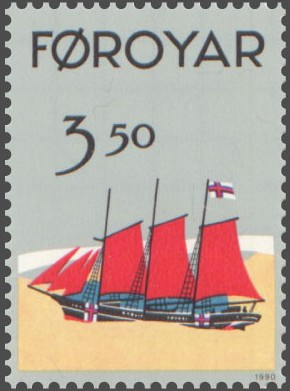
Der Schoner Sanna aus Toftir wurde 1912 in Thurø (Dänemark) gebaut. Er fuhr zweimal, 1940 und 1941, mit Salzfisch und Grindwaltran sogar nach New York und war damit das erste Schiff, das die Flagge der Färöer bis in die USA führte. Im Juli 1942 wurde die Sanna auf ihrer Fahrt von Island nach Aberdeen bei einem deutschen Luftangriff versenkt. Glück im Unglück: Alle acht Männer konnten unbeschadet und aus eigener Ruderkraft im Rettungsboot entkommen – die Färöer waren zufälligerweise gerade in Sichtweite.

Durch Kriegseinwirkungen kam es aber zu schmerzlichen Verlusten unter den Fischern. 21 Fischereifahrzeuge der Färöer wurden versenkt, wobei 132 Seeleute getötet wurden. Der Seemann Zacharias Müller aus Porkeri erzählt in seinen Erinnerungen (2003):

„1940 fuhr ich auf der Schaluppe Aldan, einem Segelschiff mit Hilfsmotor. Wir luden Fisch in Vágur ein, den wir nach Aberdeen segelten. Wir hatten fünf bis sechs Touren und verdienten eine Menge Geld. Einmal, als wir von Vágur nach Aberdeen sollten, waren wir zwei hier aus Porkeri, Johan Christiansen (heute 90 Jahre) und ich, angeheuert als Rudergänger. Als wir von Vágur lossegeln sollten, gingen Johan und ich nach Porkeri, um uns von der Familie zu verabschieden. Kurz südlich der Stadt sagte Johan plötzlich: ‚Ich komme nicht mit‘. ‚Was sagst du!‘, sagte ich, ‚das Schiff ist voll beladen mit Fisch und klar zum Ablegen, und so fehlt nun ein Steuermann!‘ ‚Nein, ich fahre nicht mit!‘, sagte er. Ich ging zurück zu meiner Frau und sagte ihr, dass Johan nicht mit will. Sie sagte: ‚Dann fährst du auch nicht mit!‘ Sie war schwanger. Ich wollte dennoch mit, aber sie war standhaft und verbot mir, mit zu fahren – ich gab am Ende nach. Ein Schwager des Skippers fuhr an meiner Stelle. Aldan kam nie zurück. Es war das erste färöische Schiff, das verloren ging. Sie segelten von Vágur und kamen nie wieder heim. Es gingen Gerüchte um, dass die Deutschen sie gefangen hatten und nach Norwegen schleppten, aber das waren nur Vermutungen. Sie liefen sicher auf eine Mine und gingen unter mit Mann und Maus.“

Mit der Aldan starben im Juli 1940 die ersten sechs färöischen Seeleute aufgrund des Krieges. Der größte einzelne Verlust war der Trawler Nýggjaberg aus Miðvágur, der am 28. März 1942 vor Island mit seinen 21 Mann Besatzung spurlos verschwand. Es wird ein deutscher U-Boot-Angriff dahinter vermutet.
Die färöischen Fischerboote waren auch der Gefahr aus der Luft ausgesetzt. Um sich gegen Luftangriffe wehren zu können, wurden ab dem 21. April 1941 alle Boote mit jeweils zwei leichten Maschinengewehren und ausreichend Munition ausgerüstet. Dieses Angebot war freiwillig, konnte nach einer Einweisung mindestens zweier Besatzungsmitglieder in jedem britischen Hafen entgegengenommen werden und wurde dann vom Hauptquartier auf Skansin regelmäßig auf Funktionstüchtigkeit überprüft. Diese Bewaffnung hatte eine gewisse abschreckende Wirkung, wenn man vergleicht, was ein deutsches Kriegsflugzeug im Vergleich zu einer färöischen Schaluppe wert ist. In einem Fall gelang dem Schaluppen-Skipper Georg Joensen aus Eiði an Bord der Thor aus Sørvágur am 12. Juni 1941 ein Abschuss. Er holte 15 Seemeilen nördlich von Rattray Head (einem damaligen Royal Navy Fliegerhorst in der Nähe von Aberdeen) eine deutsche Heinkel vom Himmel und bekam dafür 1942 von König Georg VI. den britischen Orden M.B.E (Member of the Order of the British Empire) verliehen.
Ein Mahnmal im Tórshavner Stadtpark erinnert an die zur See gebliebenen Zivilisten.

## Färinger auf deutscher Seite
Von den etwa 3000 in Dänemark verbliebenen Färingern meldeten sich im Laufe des Krieges eine Handvoll Freiwillige zur Waffen-SS: Sverri Djurhuus (1920–2003), Richard Joensen (gefallen in Narva 1944), Johannes Toftum (gefallen in Narva) und Leivur Restorff. Es soll einen weiteren Freiwilligen gegeben haben, der aber desertierte und von dem Sverri Djurhuus später gesagt haben soll: Das war kein echter Färinger. S. Djurhuus erzählte auch von einem Aufenthalt in Berlin, wo er während eines Bombenangriffs zufällig einige färöische Krankenschwestern traf.
Aus Berlin sendete das deutsche Radio von Zeit zu Zeit Propagandasendungen auf Färöisch. Sie wurden vom deutschen Skandinavisten Theophron Runze verlesen, der vermutlich 1944 bei einem Bombenangriff in Berlin ums Leben kam. Runze hatte in den Rundfunksendungen das Pseudonym Jógvan í Garði. Zeitzeugen beschreiben sein Färöisch als fließend, aber mit deutschem Akzent. Er soll in den 1930er-Jahren auf den Färöern gewesen sein und so die Sprache gelernt haben.

## Versorgungslage der Bevölkerung
| Jahr | Fänge | Wale  | Skinn          |
| ---- | ----- | ----- | -------------- |
| 1940 | 10    | 2.847 | über 8.564,50  |
| 1941 | 28    | 4.482 | über 24.929,00 |
| 1942 | 9     | 1.931 | über 8.639,50  |
| 1943 | 8     | 1.041 | 6.074,50       |
| 1944 | 11    | 1.386 | 7.589,00       |
| 1945 | 10    | 1.558 | 9.758,50       |

Die Versorgungslage der Färöer war während des gesamten Krieges vergleichsweise gut. Auf den Dörfern war die Versorgung etwas besser als in Tórshavn. Waren wie Zucker, Kaffee, Tee und Margarine waren zwar rationiert, aber die Bevölkerung litt zu keinem Zeitpunkt materielle Not.
Der Fischfang der Hochseeflotte ging beinahe komplett in den Export nach Großbritannien, so dass die Küstenfischerei mit den kleinen Booten der Dörfer das Rückgrat der Selbstversorgung aus dem Meer bildete. Daneben waren die einheimischen Kartoffeln ebenso überlebenswichtig wie auch der Vogelfang und Grindwalfang (grindadráp), an dem sich der Überlieferung zufolge die britischen Soldaten beteiligten. Der Fang von Sandur am 10. Oktober 1940 war das größte Grindadráp in der Geschichte der Färöer mit 1200 getöteten Grindwalen. Die Skinnatal (färöische Gewichtseinheit für Grindwalfleisch und -speck) wurde nicht ermittelt, daher ist sie für dieses Jahr nicht vollständig.
Die Versorgung mit Bekleidung war aufgrund der noch intakten alten häuslichen Dorfwirtschaft kein großes Problem. Hier konnte man sich auf die färöische Wolle stützen. Nur Schuhe wurden gegen Ende des Krieges teurer.

## Färöische Politik
Kurz vor der britischen Besatzung wurde am 30. Januar 1940 turnusmäßig ein neues Løgting gewählt. Die neu gegründete, damals dezidiert separatistische Fólkaflokkurin (Volkspartei) von Jóannes Patursson ging hieraus gestärkt hervor. Sie konnte ihre beiden Sitze von 1936 auf sechs verdreifachen. Sjálvstýrisflokkurin, (die ältere Unabhängigkeitspartei) verlor die Hälfte ihrer Mandate und hatte nur noch vier. Sambandsflokkurin (Unionisten) behielt ihre acht Mandate, Petur Mohr Dams Javnaðarflokkurin (Sozialdemokraten) bekam ebenfalls unverändert sechs Sitze.

### Provisorische Regierung der Färöer
Wie oben bereits erwähnt, versuchte die Volkspartei am 10. April des Jahres, einen Tag nach der deutschen Besetzung Dänemarks, einen Staatsstreich und die Unabhängigkeitserklärung der Färöer. Dies scheiterte am Widerstand der anderen drei Parteien, welche die Mehrheit bildeten. Dennoch beharrte die Volkspartei auf ihren Forderungen, und so einigte man sich am 9. Mai 1940 auf eine provisorische Regierung der Färöer (Bráðfeingisskipan) – all dies mit Duldung der britischen Militärverwaltung, die sich ganz aus den inneren Angelegenheiten der Färöer heraushielt und im Gegenteil froh war, dass alles reibungslos funktionierte.
Die geltenden dänischen Gesetze blieben in Kraft, nur regierte der Amtsmann und ein dreiköpfiges Løgtingskommitee überall dort, wo sonst ein Ministerbeschluss aus Kopenhagen nötig gewesen wäre. Gesetzesinitiativen konnten sowohl vom Amtsmann als auch vom Løgting ausgehen, mussten aber in jedem Fall vom Løgting beraten, mehrheitlich verabschiedet und vom Amtsmann ratifiziert und verkündet werden. Neben der Gesetzgebungsgewalt erhielten die Färöer auch eine eigene Gerichtsbarkeit.

### Eigene Währungspolitik

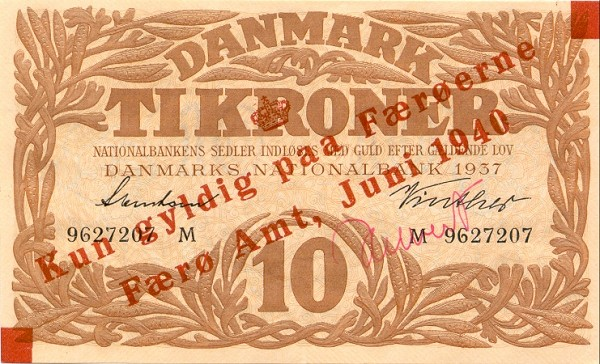
Provisorischer 10-Kronen-Schein vom Juni 1940, bevor im November die neuen Scheine aus London kamen. Er trägt unter dem roten Stempel die blassrote Unterschrift Hilberts. Die Färöische Krone existiert seitdem als eigenes Zahlungsmittel.

Ende 1940 trat die provisorische Regierung Färöer in eigene diplomatische Verhandlungen mit London, als es um die Frage der dänischen Währung und ihre Konvertierbarkeit ging. Dazu reiste eine Delegation nach Großbritannien und einigte sich zusammen mit dem dortigen dänischen Botschafter Eduard Reventlow darauf, dass Großbritannien für die Zeit des Krieges alle finanziellen Unterstützungen weiter leistet, die vorher aus Dänemark kamen. Ein fester Mindestpreis für färöische Fischereiprodukte wurde ebenso vereinbart wie ein fester Wechselkurs der Dänischen Krone zum Pfund Sterling. Allerdings bekamen die Färöer eigene provisorische Geldscheine.
Der britische Dampfer SS Sauternes sank am 7. Dezember 1941 in einem Sturm vor Svínoy, als er nicht nur Weihnachtsgeschenke für die Soldaten, sondern auch dringend benötigte Münzen auf die Färöer bringen sollte, die ebenfalls in England produziert wurden.

### Aufstieg der Volkspartei
Die zeitweilige Unabhängigkeit von Dänemark und der Wirtschaftsaufschwung nutzten in der Folge der neuen Volkspartei (Fólkaflokkurin). Bei den Wahlen zum dänischen Folketing 1943 bekam sie die relative Mehrheit vor Samband und den Sozialdemokraten, nur konnte der gewählte Abgeordnete wegen des Krieges nicht nach Kopenhagen reisen, um dort seinen Platz einzunehmen.
Bei den Løgtingswahlen im gleichen Jahr eroberte die Volkspartei 12 der 26 Sitze. Während die Volkspartei bis dahin in der Opposition gegen die provisorische Regierung war (eine Koalition der drei anderen Parteien), bekam sie dort nun einen Sitz. Da die anderen Parteien im Løgting aber weiterhin die Mehrheit hatten, blieben Fólkaflokkurins weitergehende Unabhängigkeitsbestrebungen wirkungslos.

## Kriegsende

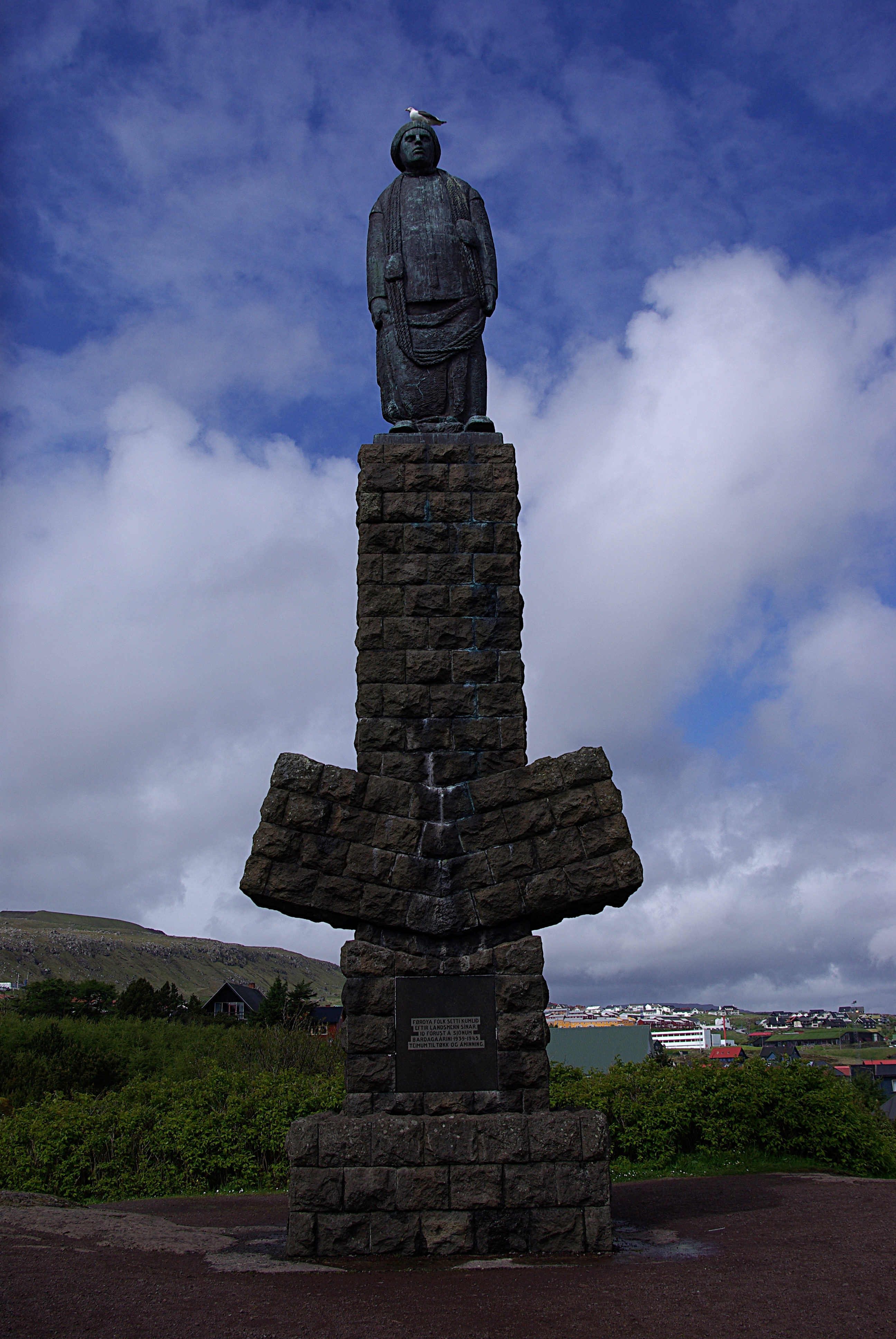
Mahnmal für die 132 getöteten färöischen Seeleute und Fischer im Tórshavner Stadtpark

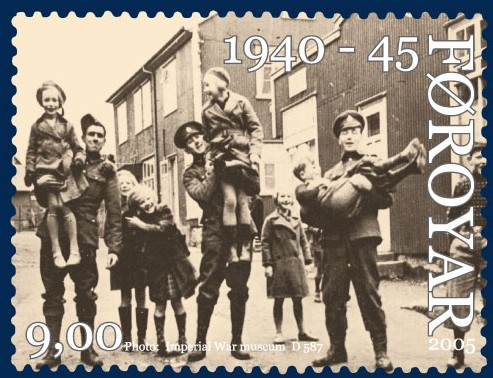
Noch heute hält man die Briten in guter Erinnerung. Mütter betrachteten viele der jungen Soldaten wie ihre eigenen Söhne, wie Niels Juel Arge in seinem Standardwerk schreibt. Viele der auf den Färöern stationierten Soldaten kamen später an der italienischen Front um. Gedenkbriefmarke von 2005.

Als sich 1944 immer mehr abzeichnete, dass die Alliierten den Krieg gewinnen würden und sich die Front nun auf den Kontinent nach Westeuropa verlagerte, wurden große Kontingente von den Färöern abgezogen. Viele britische Soldaten verließen die Inseln am 18. März 1944 mit dem Truppentransporter Empress of Russia.
Am Ende waren nur noch etwa 400 Militärangehörige auf den Färöern stationiert, die bis zuletzt die Flugzeuge auf Vágar und die Marinebasis in Skálafjørður betreuten.
Am Freitag dem 4. Mai 1945 traf um 20:45 Uhr auf den Färöern die Nachricht ein, dass die Wehrmacht in Dänemark, den Niederlanden und Norddeutschland kapituliert hatte. Spontan strömten die Menschen in Tórshavn auf die Straße, um zu feiern – war es doch die Befreiung ihres Mutterlandes und die Hoffnung auf ein baldiges Wiedersehen mit den färöischen Landsleuten, die in Dänemark ausharrten, und von denen man höchstens durch die Post des Roten Kreuzes (über das neutrale Schweden) etwas gehört hatte.
Am folgenden Tag gab es im ganzen Land Dankgottesdienste, während das Løgting König Christian X. seine Loyalität telegrafierte. Die Telegrafenverbindung war bis zum 7. Mai wieder vollständig hergestellt, und nun bedankte sich auch die dänische Regierung bei Hilbert und dem Løgting für die Selbstorganisation und garantierte im selben Atemzug die Beibehaltung der Selbstverwaltung. Der sich hieraus ergebende Verhandlungsbedarf führte in der Folge zur Verfassungskrise der Färöer.
Noch hatte die Wehrmacht aber in Norwegen nicht kapituliert. So war die allgemeine Freude noch etwas gedämpft, was dadurch verstärkt wurde, dass am selben Tag ein von Norwegen kommendes deutsches Flugzeug ein färöisches Fischerboot angriff. Dieser letzte Akt der Aggression gegen die Färöer blieb aber ohne Erfolg und am 8. Mai war auch Norwegen befreit.
Am 13. Mai fand in Tórshavn eine große Siegesparade der verbliebenen britischen Truppen statt, und am 16. September verließen die letzten Soldaten das Land. Etwa 170 Soldaten hatten auf den Färöern geheiratet und nahmen nun ihre Frauen mit nach Großbritannien. Es gab aber auch zwei oder drei Ehemänner, die auf den Färöern blieben.
In der Fischereisaison 1946 wurde die färöische Fischerei vor Færingehavn wieder aufgenommen. Die dezimierte und veraltete Fischereiflotte wurde in den 1950er-Jahren grundlegend erneuert. In der Folge schafften die Färöer den Anschluss an die Weltspitze, blieben aber – bis heute – fast ausschließlich vom Fischfang und der zugehörigen Industrie abhängig.